# Écury-le-Repos
Écury-le-Repos es una comuna francesa situada en el departamento de Marne, en la región de Gran Este.

## Demografía
| 121 | 103 | 98 | 81 | 78 | 81 | 60 |
| Para los censos de 1962 a 1999 la población legal corresponde a la población sin duplicidades (Fuente: INSEE [Consultar]) |     |    |    |    |    |    |